# Polícia da Rússia
Polícia da Rússia ( em russo:  Полиция России) é a agência federal de aplicação da lei na Rússia, operando sob a tutela do Ministério de Assuntos Internos. Foi criado em 1715, por decreto de Pedro o Grande e em 2011, substituindo a Militsiya, o antigo serviço policial, que também agiu na União Soviética.
É o serviço da polícia federal da Rússia que opera de acordo com a lei "Na polícia",  conforme aprovada pela Assembleia Federal e posteriormente sancionada em 7 de fevereiro de 2011 pelo então Presidente da a Federação Russa, Dmitry Medvedev .

## História
O sistema foi criado para manter a ordem pública e lutar contra o crime no Império Russo . Ele foi reorganizado em 1º de março de 2011, sob a Federação Russa (exceto para estruturas existentes não relacionadas ao Ministério de Assuntos Internos).